# 마르셀 슈발리에
마르셀 슈발리에(Marcel Chevalier, 1921년 2월 28일 ~ 2008년 10월 8일)는 프랑스의 사형 집행인으로 앙드레 오브레히트로부터 물려받은 1976년부터 프랑스에서 사형이 폐지된 1981년까지 무슈 드 파리였다. 일드프랑스 오드센주 몽루주에서 태어나 1958년 사형 집행인 일을 시작하며 40번 정도 사형을 집행했고 1976년 10월 1일에 무슈 드 파리로 임명된 후 사형 집행을 2번했다. 은퇴 후 인쇄업자로 일했다.
2008년 10월 8일에 상트르발드루아르 루아르에셰르주 방돔에서 사망했다.